# Tom Ashley
Thomas John Mitchell Ashley (Auckland, 11 de fevereiro de 1984) é um velejador neo-zelandês, campeão olímpico e mundial de windsurfing.

## Carreira
Tom Ashley representou seu país nos Jogos Olímpicos de 2004 e 2008, na qual conquistou a medalha de ouro em 2008 na classe RS:X. 